# Abrostola imitatrix
Abrostola imitatrix är en fjärilsart som beskrevs av Claude Dufay 1975. Abrostola imitatrix ingår i släktet Abrostola och familjen nattflyn. Inga underarter finns listade i Catalogue of Life.